# Billy Thorpe
William Richard Thorpe, detto Billy (Manchester, 29 marzo 1946 – Sydney, 28 febbraio 2007), è stato un cantautore australiano.
Leader del gruppo Billy Thorpe and the Aztecs, attivo dal 1963 al 1967 e dal 1968 al 1973, è stato attivo anche come solista. Era attivo anche come produttore e compositore di colonne sonore televisive.

## Discografia parziale
Solista
- 1973 - Downunda (come Thump'n Pig & Puff'n Billy)
- 1974 - The Billy Thorpe Rock Classics
- 1975 - Million Dollar Bill
- 1979 - Children of the Sun
- 1981 - 21st Century Man
- 1981 - Stimulation
- 1982 - East of Eden's Gate
- 1987 - Children of the Sun...Revisited
- 2007 - Solo – The Last Recordings
- 2010 - Tangier

Billy Thorpe and the Aztecs
- 1964 - Poison Ivy (con Johnny Noble)
- 1965 - Billy Thorpe and the Aztecs
- 1966 - Don't You Dig This Kind of Beat
- 1971 - The Hoax Is Over
- 1971 - Live
- 1972 - Aztecs Live at Sunbury
- 1974 - More Arse Than Class
- 1974 - Steaming At The Opera House
- 1976 - Pick Me Up and Play Me Loud